# علاقة الكتلة والضياء
علاقة الكتلة والضياء (بالإنجليزية: mass–luminosity relation)‏ هي معادلة رياضية في الفيزياء الفلكية تصف علاقة كتلة النجم بضيائه، أول من أشار إليها هو ياكوب كارل إرنست هالم [الإنجليزية]، وتعطى العلاقة بالشكل التالي:
{\displaystyle {\frac {L}{L_{\odot }}}=\left({\frac {M}{M_{\odot }}}\right)^{a}}
حيث أن ({\displaystyle L_{\odot }}) هو الضياء الشمسي، و ({\displaystyle M_{\odot }}) هي كتلة الشمس، والأس يأخذ قيم بين ({\displaystyle 1<a<6}) تبعاً لنوع النجم، ولكن أكثر قيمة إستخداماً له هي ({\displaystyle 3.5}) لنجوم التتابع الرئيسي التي تملك كتلة بين ({\displaystyle 2{\displaystyle M_{\odot }}<M<55{\displaystyle M_{\odot }}})، لكن لا يمكن استخدام هذه القيمة على العمالقة الحمر والأقزام البيضاء.
تكون قيمة الأس تساوي ({\displaystyle a=1}) إذا إقترب النجم من ضياء إدينغتون.

## صيغ العلاقة
تمثل الصيغ التالية للعلاقة تقريبات جيدة للنجوم مختلفة الكتل:
{\displaystyle {\frac {L}{L_{\odot }}}\approx 0.23\left({\frac {M}{M_{\odot }}}\right)^{2.3}\qquad (M<0.43M_{\odot })}
{\displaystyle {\frac {L}{L_{\odot }}}=\left({\frac {M}{M_{\odot }}}\right)^{4}\qquad \qquad (0.43M_{\odot }<M<2M_{\odot })}
{\displaystyle {\frac {L}{L_{\odot }}}\approx 1.4\left({\frac {M}{M_{\odot }}}\right)^{3.5}\qquad (2M_{\odot }<M<55M_{\odot })}
{\displaystyle {\frac {L}{L_{\odot }}}\approx 32000{\frac {M}{M_{\odot }}}\qquad \qquad (M>55M_{\odot })}
أما للنجوم ذات الكتلة الأقل من ({\displaystyle <0.43M_{\odot }}) تكون عملية نقل الطاقة الوحيدة داخل النجم هي الحمل الحراري لذلك فإن العلاقة ستتغير بشكل كبير.
وللكتل الأكبر من ({\displaystyle >55M_{\odot }}) العلاقة تصبح ({\displaystyle L\varpropto M}) ولكن في الحقيقة هذه النجوم لا تدوم طويلاً لأنها غير مستقرة وتفقد الطاقة بسرعة كبيرة بشكل رياح الشمسية عالية الكثافة، ويمكن أن يحصل هذا الأختلاف بسبب زيادة الضغط الإشعاعي في النجوم هائلة الكتلة.

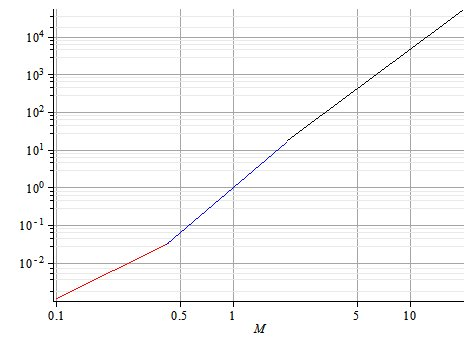
مخطط بالمقياس اللوغاريتمي بين الكتلة (على المحور السيني) والضياء (على المحور الصادي) للنجوم حتى كتلة.

هذه المعادلات يتم تحديدها تجريبياً عن طريق تحديد كتلة النجم في الثنائي النجمي إلى البعدة عن طريق استخدام طريقة إختلاف المنظر، وبعد الحصول على بيانات عدد كافي من النجوم ورسمها بيانياً بشكل لوغاريتمي ستشكل النجوم خطاً ميله يعطي قيمة الأس ({\displaystyle a}).
شكل آخر للمعادلة تم إقتراحه من قبل سونتز ووانغ صالح لنجوم التتابع الرئيسي من الصنف-K، والتي تمنع حصول إنقطاع في قيمة الأس:
{\displaystyle {\frac {L}{L_{\odot }}}\approx \left({\frac {M}{M_{\odot }}}\right)^{a(M)}\qquad \qquad (0.20M_{\odot }<M<0.85M_{\odot })}
بإعتبار أن الأس يعطي بالشكل:
{\displaystyle a(M)=-141.7\cdot M^{4}+232.4\cdot M^{3}-129.1\cdot M^{2}+33.29\cdot M+0.215}
هذه العلاقة مبنية على بيانات اندرو مان وشركائه الذين استخدموا «مطياف متوسط التحليل» لنجوم قزمة قريبة من نهاية تصنيف K وتصنيف M مع قيم إختلاف منظر معروفة وأنصاف أقطار تم تحديدها بالتداخل لتحسين قياسات درجات الحرارة والضياء، أستخدمت هذه النجوم أيضاً كنماذج قياسية لمهمة كيبلر، وإلى جانب الإنقاطع الحاصل في الأس عند الكتلة ({\displaystyle <0.43M_{\odot }}) العلاقة تعود إلى قيمة الأس ({\displaystyle 4}) عند الكتلة ({\displaystyle \approx 0.85M_{\odot }}).
من فوائد علاقة الكتلة والضياء المهمة هي إمكانية إستخدامها لإيجاد مسافات النجوم الثنائية البعيدة جداً، أبعد من أن يتم حسابها بإختلاف المنظر، وتسمى هذه التقنية "اختلاف المنظر الديناميكي [الإنجليزية]"، في هذه التقنية يتم أولاً تقدير كتلة النجمين في النظام بالنسبة لكتلة الشمس، ثم باستخدام قوانين كيبلر يمكن حساب المسافة بين النجمين، عند معرفة المسافة بين هذين النجمين يمكن تقدير بعد النظام الثنائي عن الأرض، من خلال هذا القياس وقيمة الأقدار الظاهرية للنجمين، يمكن إيجاد ضيائهما ومن علاقة الكتلة والضياء يمكن حساب كتلة كل من النجمين ومن ثم إعادة حساب المسافة الفاصلة بينهما، وبتكرار العملية عدة المرات يمكن الوصول إلى دقة قياس جيدة، كما يمكن استخدام هذه العلاقة لحساب عمر النجوم، حيث يتناسب عمر النجم تقريبا مع نسبة الكتلة إلى الضياء على الرغم من أن النجوم العملاقة لها عمر أقصر مما تبينه هذه العلاقة، حيث توجد عوامل أكثر تعقيداً لحساب الفقدان بكتلة النجم خلال الزمن.

## الإشتقاق
يستلزم إشتقاق معادلة الكتلة والضياء بشكل نظري إيجاد معادلة تصف توليد الطاقة وبناء نموذج ديناميكي-حراري داخل النجم، مع ذلك يمكن إشتقاق الشكل التالي من المعادلة ({\displaystyle L\varpropto M^{3}}) بالإعتماد على فيزياء وإفتراضات بسيطة.
أول إشتقاق للمعادلة تم من قبل الفلكي آرثر إدينغتون عام 1924، أظهر ذلك الإشتقاق أنه يمكن بناء نماذج تقريبية للنجوم بإفتراض أنها تتكون من غاز مثالي، كانت الفكرة متطرفة قليلاً في ذلك الوقت. الإشتقاق التالي هو أسلوب أكثر حداثة يقوم على المبادئ نفسها.
عامل مهم يتحكم في مقدار ضياء النجم (معدل الطاقة المنبعثة لوحدة الزمن) هو معدل تبديده للطاقة.
في حالة عدم وجود حمل حراري، يحدث تبدد الطاقة بشكل أساسي عن طريق إنتشار الفوتونات، من خلال تكامل قانون فيك الأول على سطح نصف قطره ({\displaystyle r}) في منطقة الإشعاع في النجم حيث الحمل الحراري يكون قليل، نحصل على تدفق فيض الطاقة الكلي والذي يساوي الضياء عن طريق حفظ الطاقة:
{\displaystyle L=-4\pi \,r^{2}D{\frac {\partial u}{\partial r}}}
حيث أن ({\displaystyle D}) هو معامل الإنتشار [الإنجليزية]، و ({\displaystyle u}) هي كثافة الطاقة.
لاحظ أن هذه المعادلة على إفتراض أن النجم لا يعمل بالحمل الحراري كلياً، وان الحرارة يتم تكوينها في قلب النجم عن طريق الإندماج النووي أسفل منطقة الإشعاع، وهذا الإفتراض لا يصح للعمالقة الحمراء التي لا تتوافق مع علاقة الكتلة والضياء العادية، وأيضاً لاتنطبق على النجوم منخفضة الكتلة والتي تعمل بالحمل الحراري بشكل كامل، ولهذا لا تخضع لهذا القانون.
عند استخدام تقريب الجسم الأسود للنجم، يمكن التعبير عن كثافة الطاقة بدلالة درجة الحرارة من خلال قانون ستيفان-بولتزمان بالشكل التالي:
{\displaystyle U={\frac {4}{c}}\,\sigma _{B}\,T^{4}}
وثابت ستيفان بولتزمان يعطى بالشكل:
{\displaystyle \sigma _{B}={\frac {2\pi ^{5}k_{B}^{4}}{15c^{2}h^{3}}}={\frac {\pi ^{2}k_{B}^{4}}{60\hbar ^{3}c^{2}}}.}
حيث أن ({\displaystyle c}) سرعة الضوء، ({\displaystyle K_{B}}) ثابت بولتزمان، و ({\displaystyle \hbar }) ثابت بلانك المختزل.
يمكن التعبير عن معامل إنتشار الغاز بالشكل التالي:
{\displaystyle D={\frac {1}{3}}c\,\lambda }
يمثل الرمز ({\displaystyle \lambda }) معدل المسار الحر للفوتون.
وبما أن المادة ستكون تامة التآين في قلب النجم، فإن تصادم الفوتونات سيحصل بشكل أساسي مع الألكترونات، لهذا من المناسب التعبير عن قيمة المسار الحر بالشكل:
{\displaystyle \lambda ={\frac {1}{n_{e}\sigma _{e\cdot \gamma }}}}
تمثل ({\displaystyle n_{e}}) كثافة الألكترونات، و ({\displaystyle \sigma _{e\cdot \gamma }}) يمثل المقطع العرضي لإستطارة ألكترون-فوتون، وقيمته:
{\displaystyle \sigma _{e\cdot \gamma }={\frac {8\pi }{3}}\left({\frac {\alpha \hbar c}{m_{e}c^{2}}}\right)^{2}}
ويساوي مقطع ثومسن العرضي، بينما ({\displaystyle \alpha }) هو ثابت البناء الدقيق، و ({\displaystyle m_{e}}) كتلة الألكترون.
معدل كثافة ألكترونات النجم بدلالة الكتلة ونصف القطر هو:
{\displaystyle \langle n_{e}\rangle ={\frac {M}{m_{n}4\pi R^{3}/3}}}
وأخيراً باستخدام نظرية فيريال، الطاقة الحركية الكلية ستساوي نصف طاقة الجذب الكامنة ({\displaystyle E_{G}})، وعلى فرض أن ({\displaystyle m_{n}}) هي معدل كتلة أنوية الذرات، فيكون معدل الطاقة الحركية لكل نواة:
{\displaystyle {\frac {3}{2}}k_{B}T={\frac {1}{2}}E_{G}{\frac {m_{n}}{M}}=C{\frac {3}{10}}{\frac {GMm_{n}}{R}}}
({\displaystyle T}) معدل درجة الحرارة، و ({\displaystyle C}) هو عامل يعتمد على بنية النجم ويمكن تحديده من فهرس البوليتروب التقريبي، لاحظ أن هذا لا ينطبق على النجوم الكبيرة بما يكفي ليكون ضغط الإشعاع أكبر من ضغط الغاز في منطقة الإشعاع، ويؤدي هذا إلى علاقة مختلفة بين الكتلة ودرجة الحرارة ونصف القطر، بربط الثوابت معا ستعطي قيمة تقريبية تساوي ({\displaystyle 1/15}) للشمس، وسنحصل على:
{\displaystyle L=-4\pi \,r^{2}D{\frac {\partial u}{\partial r}}\approx 4\pi \,R^{2}D{\frac {u}{R}}}
{\displaystyle L\approx {\frac {1}{15}}{\frac {64\pi ^{2}}{9}}{\frac {\sigma _{B}}{\sigma _{e\cdot \gamma }}}{\frac {R^{4}T^{4}}{M}}}
{\displaystyle \approx {\frac {1}{15}}{\frac {2\pi ^{3}}{9\cdot 5^{5}}}{\frac {G^{4}\,m_{e}^{2}\,m_{n}^{5}}{\alpha ^{2}\hbar ^{5}}}\,M^{3}=4\cdot {10^{26}}_{W}\,\left({\frac {M}{M_{\odot }}}\right)^{3}}
العامل المضاف يعتمد كلياً على الكتلة، لهذا فإن القانون يعتمد بشكل تقريبي على ({\displaystyle M^{3.5}}).

## الكتل الكبيرة والكتل الصغيرة
يمكن التمييز بين حالتي الكتل النجمية الكبيرة والصغيرة من إشتقاق ما سبق باستخدام الضغط الإشعاعي، في هذه الحالة من الأسهل استعمال الشفافية البصرية ({\displaystyle \kappa }) لتحديد درجة الحرارة الداخلية ({\displaystyle T_{I}}) مباشرةً، أو بتعبير أدق يمكن التعبير عن معدل درجة الحرارة في منطقة الإشعاع.
بملاحظة العلاقة بين ضغط الإشعاع ({\displaystyle P_{rad}}) والضياء، إنحدار ضغط الإشعاع يساوي زخم الانتقال الممتص من قبل الإشعاع، يعطي هذا:
{\displaystyle {\frac {dP_{rad}}{dr}}=-{\frac {\kappa \rho }{c}}{\frac {L}{4\pi r^{2}}},}
حيث أن ({\displaystyle c}) هي سرعة الضوء، وهنا ({\displaystyle 1/\kappa \rho =l}) يمثل معدل المسار الحر.
ضغط الإشعاع بدلالة درجة الحرارة هو ({\displaystyle P_{rad}={\frac {4\sigma }{3c}}{T_{I}}^{4}})، لذا سيكون:
{\displaystyle {T_{I}}^{3}{\frac {dT_{I}}{dr}}=-{\frac {3\kappa \rho }{16\sigma }}{\frac {L}{4\pi r^{2}}},}
ويلي هذا
{\displaystyle L\varpropto {T_{I}}^{4}{\frac {R}{\rho }}\varpropto {T_{I}}^{4}{\frac {R^{4}}{M}}}
في منطقة الإشعاع يحصل توازن بين قوة الجاذبية والضغط الذي يسببه الإشعاع وضغط الغاز نفسه (بإعتبار انه غاز مثالي)، وللنجوم ذات الكتل الضئيلة، يمكن الوصول إلى:
{\displaystyle T_{I}\varpropto {\frac {M}{R}}}
بتعبير آخر، عند إجراء التكامل من ({\displaystyle 0} إلى {\displaystyle R}) الطرف الأيسر سيكون ({\displaystyle T_{I}-T_{E}})، لكن الحرارة السطحية ({\displaystyle T_{E}}) يمكن إهمالها مقارنةً بالحرارة الداخلية ({\displaystyle T_{I}})، ومن هنا سنجد مباشرة النتيجة التالية:
{\displaystyle L\varpropto M^{3}}
بينما للنجوم ذات الكتل الكبيرة جداً، ضغط الإشعاع سيكون أكبر بكثير من ضغط الغاز في منطقة الإشعاع، وبالعمل على ضغط الإشعاع بدلاً من ضغط الغاز سنجد أن:
{\displaystyle {T_{I}}^{4}\varpropto {\frac {M^{2}}{R^{4}}},}
أي أن:
{\displaystyle L\varpropto M}

## حرارة القلب والسطح
بالعودة إلى التقريب الأول، بإعتبار النجوم هي أجسام سوداء مشعة بمساحة سطح تساوي ({\displaystyle 4\pi R^{2}})، إذاً من قانون ستيفان بولتزمان، ستعتمد الضياء على درجة حرارة السطح ({\displaystyle T_{S}})، ومنها على لون النجم، نحصل على:
{\displaystyle L=4\pi R^{2}\sigma _{B}T_{S}^{4}}
حيث أن ({\displaystyle \sigma _{B}}) هو ثابت ستيفان-بولتزمان وقيمته ({\displaystyle 5.67\times 10^{-8}Wm^{-2}K^{-4}}).
تساوي الضياء الطاقة الكلية المنبعثة لوحدة الزمن من النجم، وهذه الطاقة هي الطاقة الناتجة عن الإندماج النووي وتخليق العناصر في قلب النجم (لايصح هذا للعمالقة الحمراء)، ستكون درجة حرارة القلب بدلالة الضياء الناتجة من معدل الإندماجات النووية لوحدة الحجم هي:
{\displaystyle L={\frac {dE}{dt}}\approx \epsilon \,{\frac {4\pi }{3}}R^{3}\,n_{A}\,n_{B}\,{\frac {4{\sqrt {2}}}{\sqrt {3m_{R}}}}\,{\sqrt {E_{0}(T)}}{\frac {S(E_{0}(T))}{kT}}e^{-{\frac {3E_{0}(T)}{kT}}}}
وهنا ({\displaystyle \epsilon }) تمثل الطاقة الكلية المنبعثة من التفاعلات المتسلسلة أو دورة التخليق، و ({\textstyle E_{0}=\left({\sqrt {E_{G}}}\,kT/2\right)^{2/3}}) تمثل طاقة ذروة غاموف والتي تعتمد على ({\displaystyle E_{G}}) معامل غاموف، بالإضافة إلى هذا يمثل ({\textstyle S(E)/E}) المقطع العرضي للتفاعل، ({\displaystyle n}) الكثافة العددية، ({\textstyle m_{R}=m_{A}\cdot m_{B}/(m_{A}+m_{B})}) الكتلة المختزلة للجسيمات المتصادمة، و (A،B) ستمثل المتفاعلات (على سبيل المثال بروتونين، أو نواة ذرة البورون والنيتروجين كما في دورة CNO).
وبما أن ({\displaystyle R}) بحد ذاته هو دالة لدرجة الحرارة والكتلة، يمكن حل هذه المعادلة لإستنتاج درجة حرارة القلب.